# Feldionenmikroskop

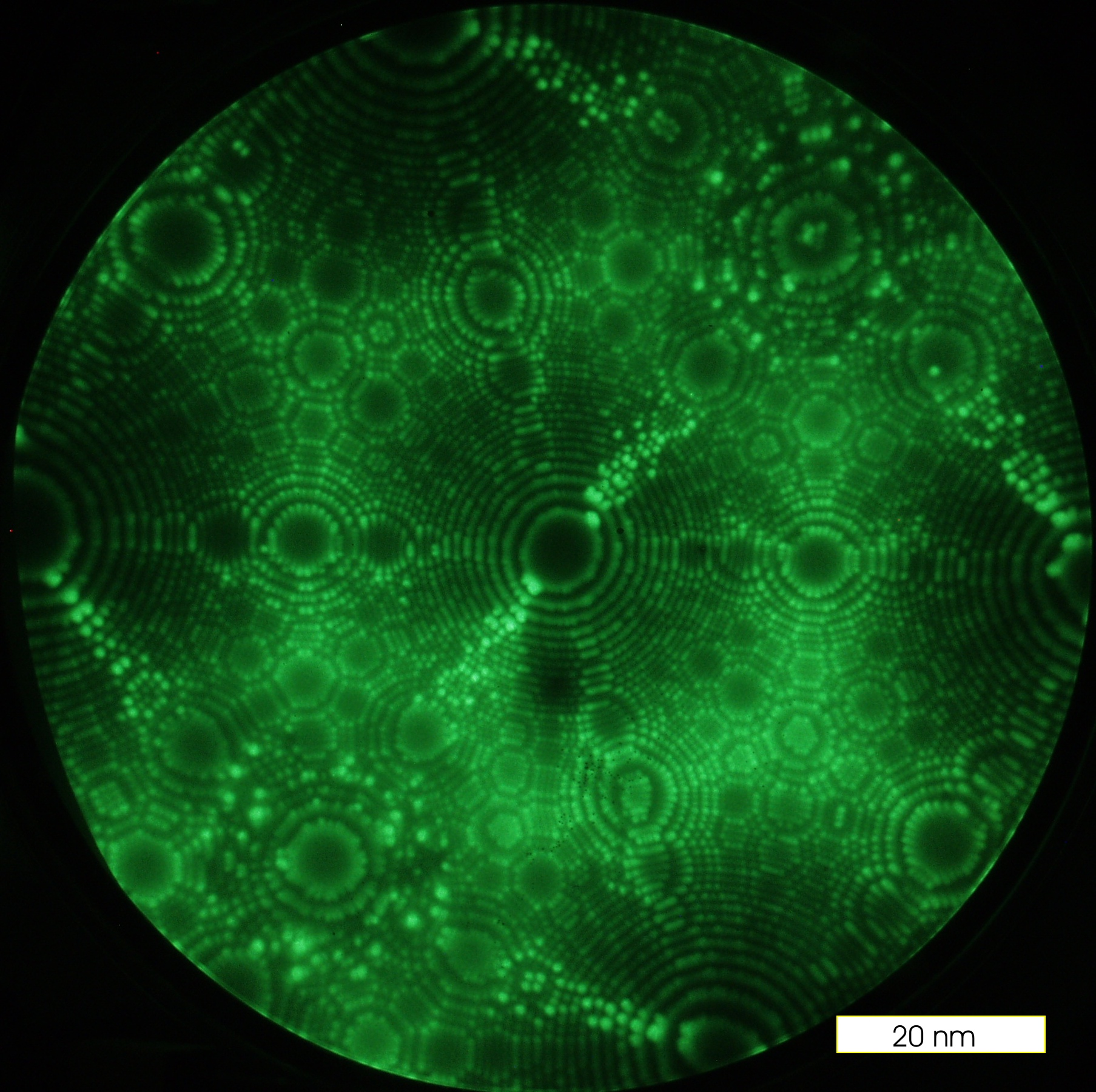
FIM-Bild einer Wolframspitze in <110>-Orientierung bei 11 kV. Die Ringstruktur resultiert aus der Anordnung der Atome in einem krz-Gitter. Einzelne helle Punkte können als die Bilder einzelner Atome interpretiert werden.

Schematische Darstellung eines FIM

Das Feldionenmikroskop (FIM) ist ein Analysegerät der Materialwissenschaften. Es handelt sich dabei um ein spezielles Mikroskop, das die Atomanordnung auf der Oberfläche einer scharfen Nadelspitze sichtbar macht. Das Verfahren, mit dem erstmals Atome einzeln sichtbar wurden, wurde von Erwin Müller als Weiterentwicklung seines Feldelektronenmikroskops vorgestellt. Bilder der Atomstruktur von Wolfram wurden erstmals 1951 in der Zeitschrift für Physik veröffentlicht.

## Funktionsweise
Für die Untersuchung einer Probe in einem Feldionenmikroskop wird eine scharfe Metallspitze hergestellt und in einer Vakuumkammer, die mit einem Edelgas (z. B. Helium oder Neon) gefüllt ist, platziert. Es werden Edelgase verwendet, weil man ein höheres elektrisches Feld braucht, um sie zu ionisieren (abgeschlossene Schalen). Höheres elektrisches Feld bedeutet dann auch höhere Auflösung.
Die Spitze wird auf eine Temperatur zwischen 20 und 100 K abgekühlt, um die Unruhe der Atome wegen der brownschen Molekularbewegung zu verringern. Eine positive Hochspannung von 5–10 kV wird zwischen der Spitze und einem Detektor, z. B. einer Kombination aus Mikrokanalplatte und Phosphorschirm, angelegt. Eine negative Spannung an der Spitze würde eine unerwünschte Feldemission von Elektronen hervorrufen.
Gasatome werden durch das starke elektrische Feld in der Nähe der Spitze ionisiert (daher Feldionisation), positiv geladen und von der Spitze abgestoßen. Dabei muss die elektrische Feldstärke zwar hinreichend groß sein, um Feldionisation der Gasatome zu ermöglichen, aber so gering sein, dass eine Ablösung von Atomen der Spitzenoberfläche (Feldverdampfung oder Felddesorption) vermieden wird.
Im Gegensatz zu anderen Mikroskoptypen (Lichtmikroskop, Elektronenmikroskop), bei denen die Vergrößerung mittels optischer Elemente (Linsen) eingestellt werden kann, hängt diese beim Feldionenmikroskop im Wesentlichen von der Krümmung der Spitzenoberfläche und der angelegten Spannung ab. Das Auflösungsvermögen wird hierbei nicht durch Aberrationen optischer Elemente negativ beeinflusst. Eine wellenoptische Auflösungsbeschränkung gibt es wegen der geringen De-Broglie-Wellenlänge der Ionen damit praktisch nicht.
Die ionisierten Gasatome werden radial (senkrecht zur Oberfläche) von der Spitzenoberfläche auf den Detektor beschleunigt und vermitteln eine Zentralprojektion der Spitzenoberfläche mit einer Vergrößerung, die im Bereich von 105−106 liegt. Damit ist es problemlos möglich, einzelne Atome der Spitzenoberfläche abzubilden und Gitterfehler wie z. B. Versetzungen zu beobachten.